# Corrado Fabi
Corrado Fabi, italijanski dirkač Formule 1, * 12. april 1961, Milano, Italija.

## Življenjepis
Mednarodno kariero je začel v prvenstvu Evropske Formule 2, kjer je v sezoni 1981 z eno zmago osvojil peto mesto v dirkaškem prvenstvu, v naslednji sezoni 1982 pa je s petimi zmagami osvojil naslov prvaka z le točko prednosti pred Johnnyjem Cecotto. To mu je prineslo sedež v Formuli 1 v sezoni 1983, kjer se mu šestkrat ni uspelo kvalificirati na dirko, sedemkrat je odstopil, uvrstitvi pa je dosegel le z desetim mestom na dirki za Veliko nagrado Avstrije in enajstim mestom na naslednji dirki za Veliko nagrado Nizozemske. V naslednji sezoni 1984 je nastopil le na treh dirkah in ob dveh odstopih je na dirki za Veliko nagrado ZDA s sedmim mestom le za mesto zgrešil uvrstitev med dobitnike točk, a je dosegel svoj najboljši rezultat v karieri. V sezoni 1984 je nastopil tudi na štirih dirkah serije CART, kjer je ob dveh odstopih dosegel še šesto in deseto mesto, skupno pa osemindvajseto mesto v prvenstvu.

## Popolni rezultati Formule 1
(legenda) (odebeljene dirke pomenijo najboljši štartni položaj, poševne pa najhitrejši krog, †-uvrščen kljub odstopu)
| Leto | Moštvo               | Šasija       | Motor          | 1       | 2        | 3       | 4       | 5       | 6       | 7        | 8       | 9      | 10      | 11     | 12     | 13      | 14     | 15      | 16  | Prv | Toč |
| ---- | -------------------- | ------------ | -------------- | ------- | -------- | ------- | ------- | ------- | ------- | -------- | ------- | ------ | ------- | ------ | ------ | ------- | ------ | ------- | --- | --- | --- |
| 1983 | Osella Squadra Corse | Osella FA1D  | Ford V8        | BRA Ret | ZZDA DNQ | FRA Ret | SMR Ret | MON DNQ | BEL Ret | VZDA DNQ | KAN Ret |        |         |        |        |         |        |         |     | NC  | 0   |
| 1983 | Osella Squadra Corse | Osella FA1E  | Alfa Romeo V12 |         |          |         |         |         |         |          |         | VB DNQ | NEM DNQ | AVT 10 | NIZ 11 | ITA Ret | EU DNQ | JAR Ret |     | NC  | 0   |
| 1984 | MRD International    | Brabham BT53 | BMW Str-4 t/c  | BRA     | JAR      | BEL     | SMR     | FRA     | MON Ret | KAN Ret  | VZDA    | ZDA 7  | VB      | NEM    | AVT    | NIZ     | ITA    | EU      | POR | NC  | 0   |